# Kadlikoppa, Ramdurg
Kadlikoppa là một làng thuộc tehsil Ramdurg, huyện Belgaum, bang Karnataka, Ấn Độ.